# Cylindropuntia chuckwallensis
Cylindropuntia chuckwallensis, es una especie de planta suculenta perteneciente al género Cylindropuntia, dentro de la familia Cactaceae. Es endémica del sur de California (Estados Unidos). 

## Descripción
Cylindropuntia chuckwallensis es una especie de cactus que crece como un arbusto bajo densamente ramificado, alcanzando alturas de hasta 1 m y diámetros de unos 2 m. Tiene de 1 o varios troncos cuya posición va de postrada a ascendente o incluso ocasionalmente erecta. Además, la base de los individuos maduros se caracterizan por presentar una capa gris de tallos muertos y espinas.

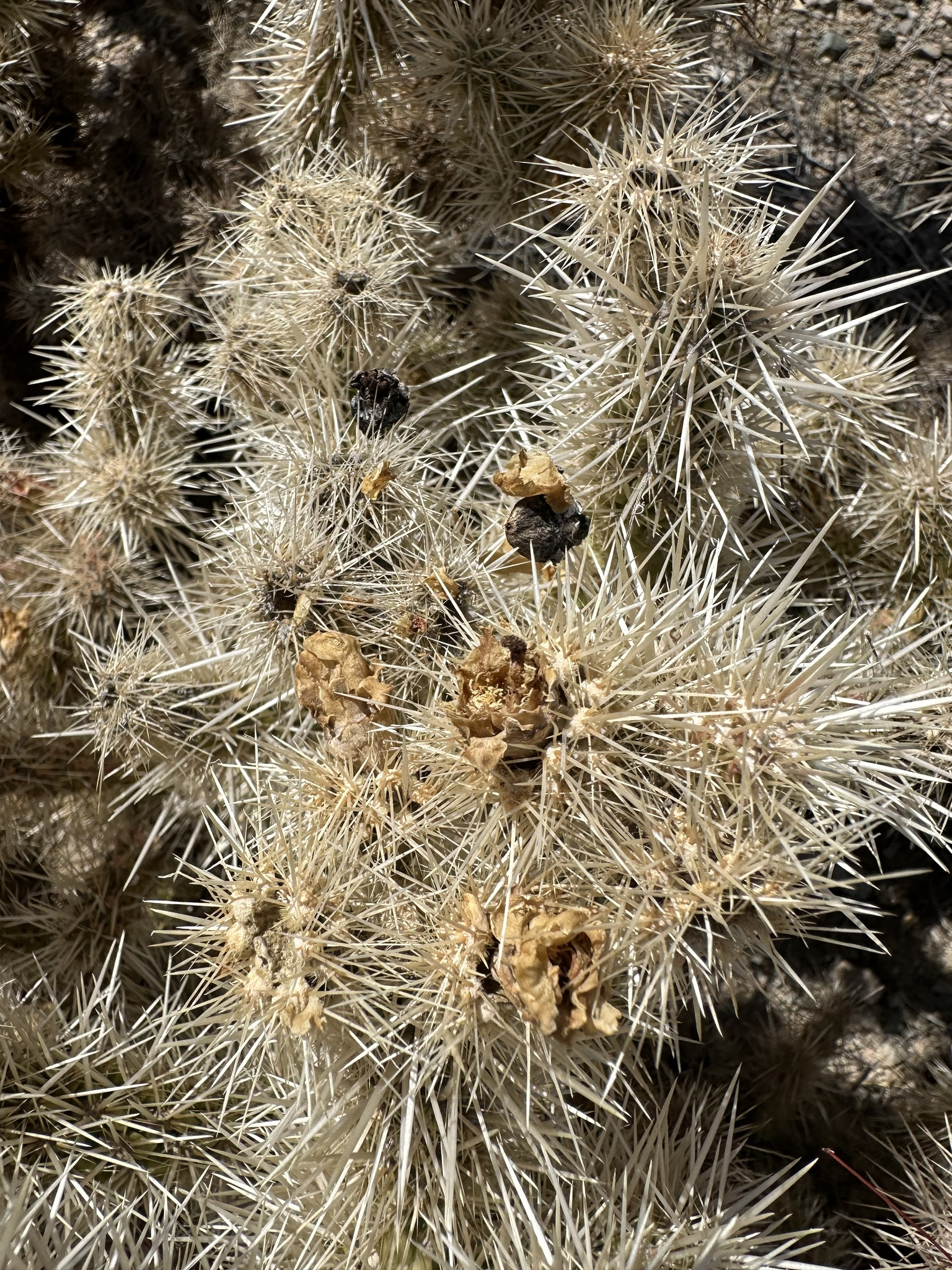
Detalle de las espinas

Los tallos son articulados y están formados por segmentos que se desprenden con facilidad. Cada uno de ellos mide de 3 a 5,6 cm de largo y unos 2,3 cm de diámetro. Su forma es cilíndrica, tienen tubérculos que miden 1,1 cm de largo y son tan altos como anchos, con un promedio de 0,8 cm.
Sobre los tallos se asientan areolas que poseen gloquidios y espinas cubiertas por una vaina epidérmica de 0,65 mm de ancho que parece de papel. De entre las espinas se distinguen de 4 a 10 espinas centrales de 2,7 cm de largo y de 6 a 12 espinas radiales de 1,3 cm de longitud, aunque a veces es difícil de diferenciar entre ambos tipos.
Los botones florales aparecen a mediados de marzo y la floración ocurre aproximadamente cuatro semanas después. Las flores son de color amarillo pálido a verde, naranja o rojo-púrpura, se abren durante el día (diurnas) y son polinizadas por abejas. Miden de 3 a 5 cm de largo y de 4 a 6 cm de ancho. En los estambres, el estilo mide de 1,5 a 3,5 cm de largo y generalmente es de color rosa pálido a púrpura oscuro, al menos en su extremo distal, aunque en aproximadamente el 10% de los individuos puede ser de color verde muy pálido. Además, el color de los filamentos generalmente coincide con el del estilo.
Los frutos generalmente maduran entre seis y ocho semanas tras la floración. Su forma va de obovada a suborbicular y tienen las paredes delgadas. No son carnosos, miden de 1,5 a 1,8 cm de ancho y de 1,5 a 3 cm de largo. Son muy espinosos, ya que presentan de 30 a 55 areolas, las cuales tienen hasta 15 espinas delgadas cada una.

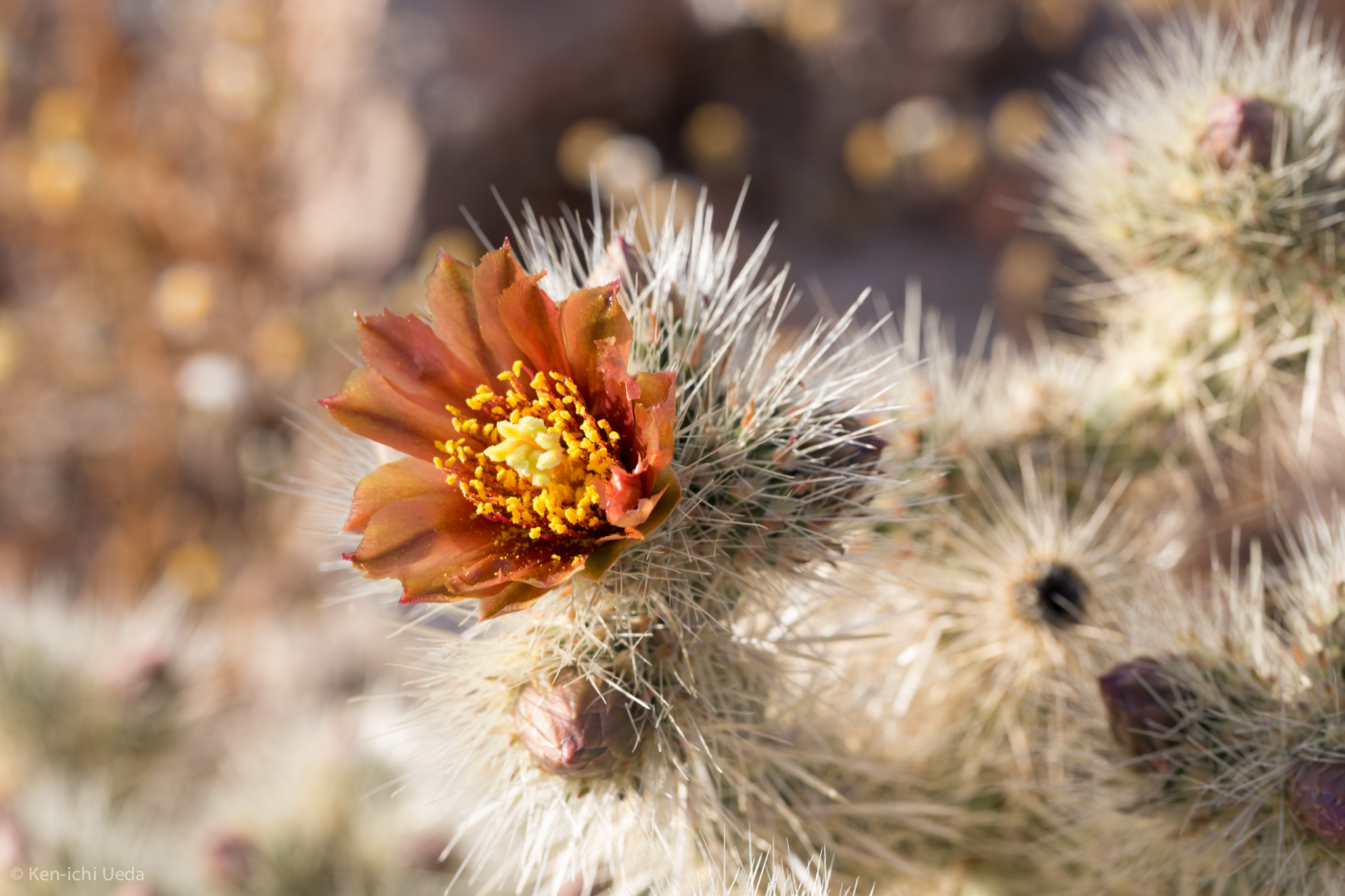
Detalle de la flor

En su interior contienen aproximadamente 50 semillas de color blanco y con forma de discoide irregular. En su mayoría son lisas o con las caras ligeramente convexas o facetadas, miden 1,5 mm de grosor y 3 mm de diámetro.

## Distribución y hábitat
El área de distribución nativa de esta especie es el sur de California (Estados Unidos) y crece principalmente en biomas desérticos o de matorrales secos, a altitudes de 400 a 1600 metros sobre el nivel del mar,

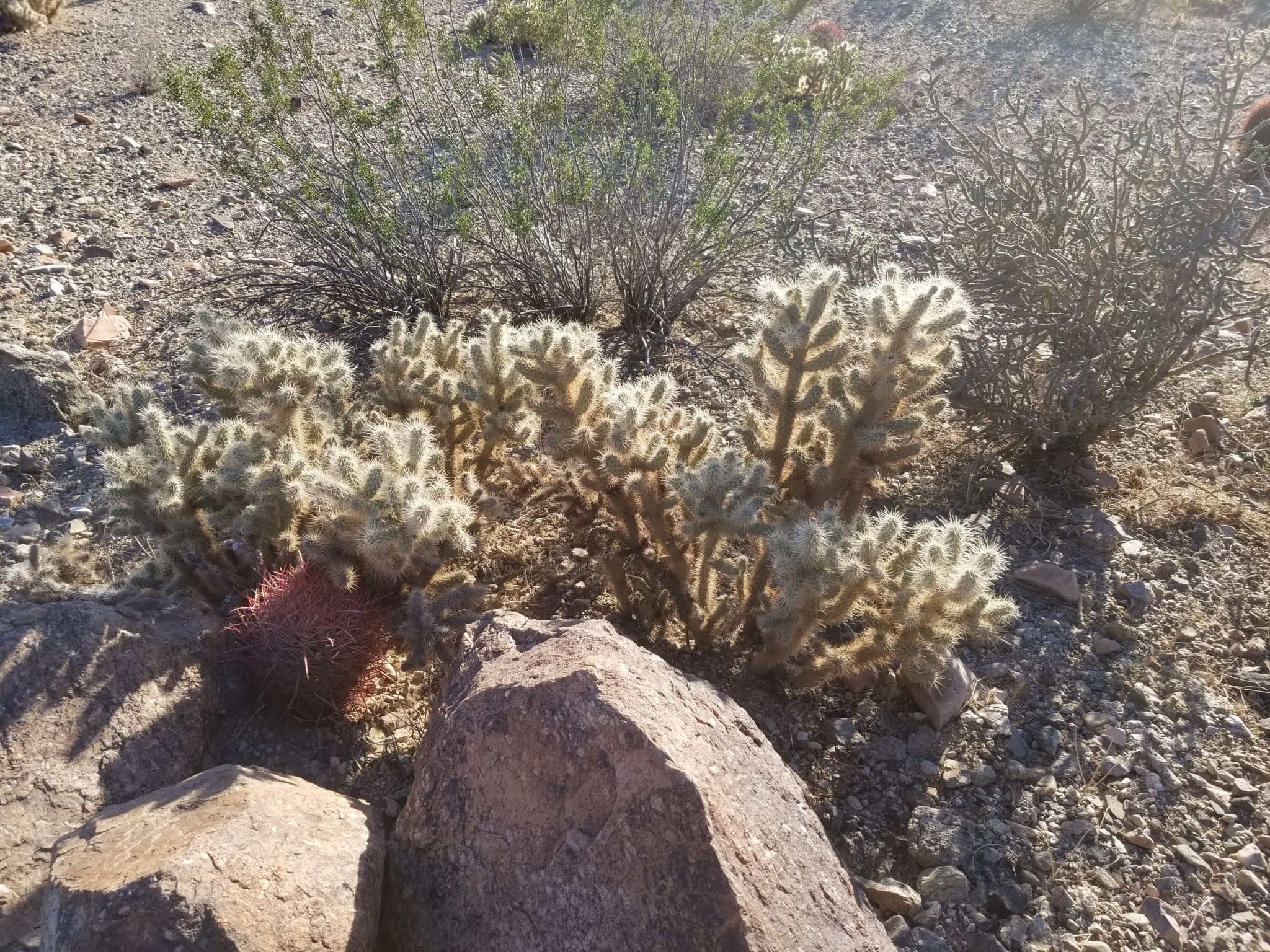
En su hábitat

Habita en sustratos rocosos, pedregosos, arenosos y limosos, tanto en pavimento desértico como a lo largo de arroyos y laderas con diferentes aspectos e inclinaciones. A menudo se asocia con otras plantas como Ambrosia dumosa, Cylindropuntia echinocarpa, Cylindropuntia ramosissima, Echinocereus engelmannii, Eriogonum inflatum, Fouquieria splendens, Larrea tridentata o Simmondsia chinensis.

## Taxonomía
Cylindropuntia chuckwallensis fue descrita por los botánicos Marc A. Baker y Michelle A. Cloud-Hughes, y publicada por primera vez en la revista científica Madroño 61: 237 en el año 2014.
Etimología
- Cylindropuntia: nombre genérico formado por dos palabras: el sustantivo griego kýlindros (que significa 'cilindro') y el género Opuntia, (con el que el género tiene similitudes), haciendo referencia a la forma cilíndrica de los tallos de las plantas.
- chuckwallensis: epíteto geográfico que hace referencia a la presencia de la especie en las Montañas Chuckwalla (California).[3]

## Estado de conservación

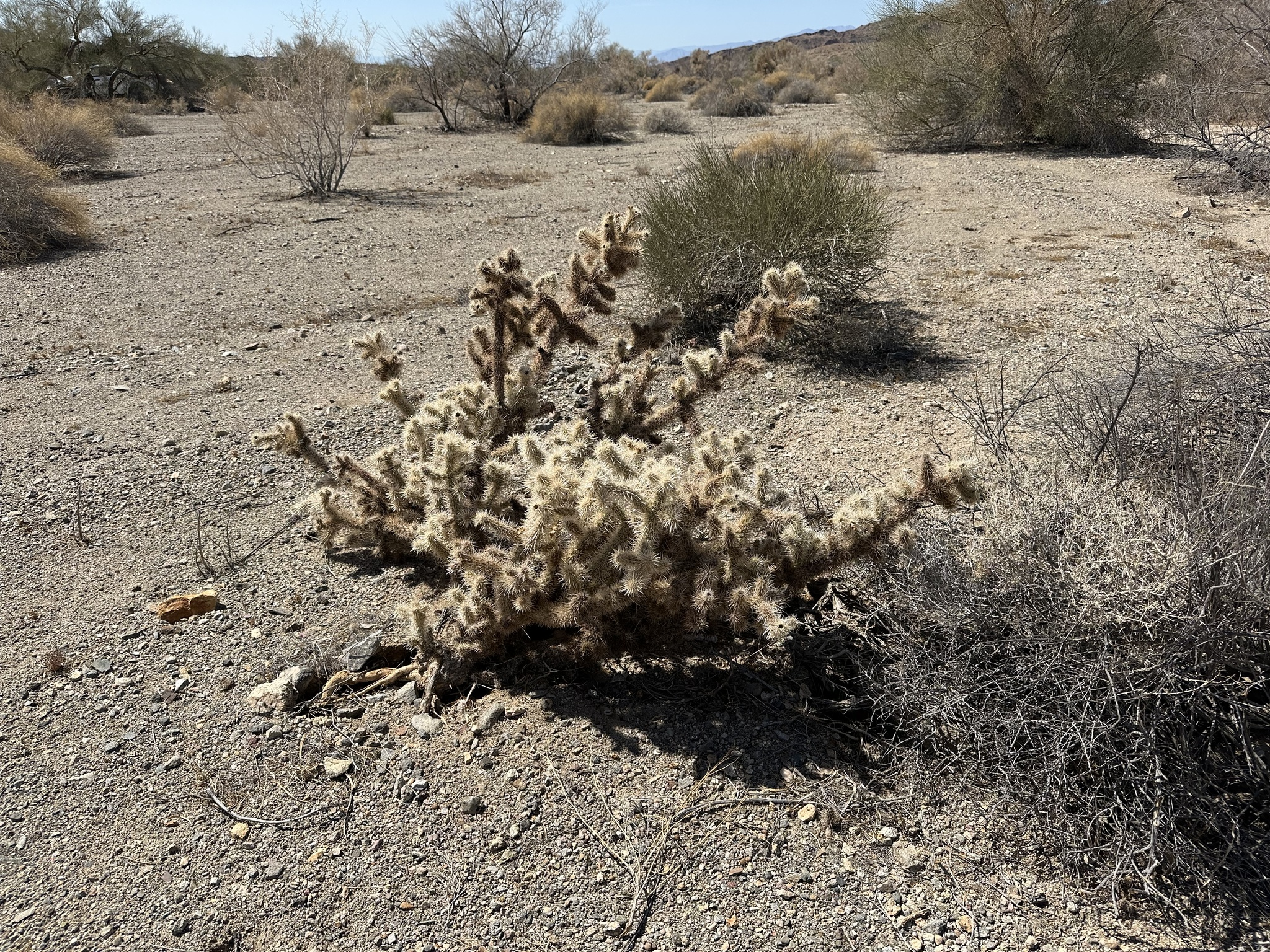
Porte de la planta

No se conocen amenazas importantes para la conservación de esta especie, ya que no parecen existir herbívoros evidentes, aparte de aquellos que consumen las flores y semillas.

## Usos
Se cultiva raramente como planta ornamental y su propagación se realiza principalmente a través de esquejes.